# Залялов, Халим Бадриевич
Халим Бадриевич Залялов (тат. Хәлим Бәдри улы Җәләлов; 27 апреля 1940, Большой Салтан, Рыбно-Слободский район, Татарская АССР, РСФСР, СССР — 5 июля 2021, Казань, Республика Татарстан, Российская Федерация) — советский и российский татарский актёр.  Народный артист Республики Татарстан (1992), заслуженный артист Татарской АССР (1976).
Из крестьянской семьи, отец погиб на фронте Великой Отечественной войны. После окончания средней школы поступил в Казанский сельскохозяйственный институт, во время учёбы работал на заводе, участвовал в освоении целины, а также активно занимался художественной самодеятельностью. В 1961 году бросил институт и поступил в Казанское театральное училище, которое окончил в 1965 году и был принят в труппу Татарского государственного академического театра имени Г. Камала. За годы работы в театре Залялов показал себя разносторонним актёром, правдоподобным при воплощении на сцене как комедийно-озорных, так и лирико-драматических персонажей. Одновременно преподавал актёрское мастерство в театральном училище, был мастером художественного слова, вёл концерты и творческие вечера. Также был членом Союза писателей Республики Татарстан, писал стихи и книги для детей, ряд пьес в переводе Залялова были поставлены на татарской сцене. Скончался в 2021 году в возрасте 81 года.

## Биография
Халим Бадриевич Залялов родился 27 апреля 1940 года в селе Большой Салтан Рыбно-Слободского района Татарской АССР. Был седьмым сыном в семье колхозника. Отца не помнил, после начала Великой Отечественной войны Бадри ушёл на фронт и погиб в 1942 году в бою под Ленинградом. Отправившись на войну вслед за отцом по достижении 18 лет, старший брат Махмут в 1944 году сгорел в танке в Польше. Оставшись одна, мать Магфура в одиночку воспитала шестерых детей, работая как по дому, так и в колхозе.
В 1946 году поступил в среднюю школу в родной деревне, единственную татарскую на весь район. В школьные годы активно занимался в деревенской самодеятельности, участвовал в спектаклях и концертах, пробовал себя в качестве чтеца. Интересовался народным творчеством, во многом из-за матери, знакомившей его с татарскими сказками, а также благодаря отцу, человеку образованному, который оставил Халиму тетради с собственноручными записями татарских баитов и сказаний. Также занимался бегом, плаванием, помогал матери в колхозе. В 1957 году окончил десятилетку с серебряной медалью. С детства дружил со своим односельчанином Р. Ш. Шарафеевым, также ставшим актёром.
После окончания школы и разъезда братьев, вместе с матерью продал дом в деревне и переехал в Казань, где поступил в Казанский сельскохозяйственный институт, решив стать инженером-механиком сельхозтехники. Проучившись полгода, на втором курсе перешёл на заочное отделение, а параллельно работал слесарем-ремонтником на Казанском валяльно-войлочном комбинате и занимался самодеятельностью в заводском клубе имени Вахитова под руководством М. Г. Имашева. Пройдя краткосрочные курсы обучения на комбайнёра, также участвовал в освоении целины в Павлодарской области в Казахстане. В 1961 году бросил учёбу и работу на заводе, узнав об открытии Казанского театрального училища, куда поступил сразу после первого тура, выдержав экзамен перед Ш. М. Сарымсаковым, Г. Р. Шамуковым, Х. Уразиковым. Учился в мастерской Р. А. Бикчантаева, дружил с однокурсниками Н. Ш. Шайхутдиновым и Н. Г. Аюповым, участвовал в массовках. В 1965 году окончил училище, после чего был принят в труппу Татарского государственного академического театра имени Г. Камала. Будучи ростом всего в полтораметра и не особенно отличаясь внешностью, в творческой деятельности упирал на свою смелость и мастерство.
С 1976 года преподавал в Казанском театральном училище, вёл предмет языкового мастерства. Также Залялов был мастером художественного слова, выступал на концертах, юбилеях писателей и поэтов, записывался на телевидении, участвовал в выпуске аудио-книг. В 1976 году получил звание заслуженного артиста Татарской АССР, а в 1992 году стал народным артистом Республики Татарстан. Активно гастролировал с театром, в том числе за рубежом, в Китай, Колумбию, Великобританию, Финляндию, Турцию. Был участником комедийной труппы «Пять татар», с которой объездил всю республику, показав пример высокого юмора и сатиры. Выступал за чистоту татарского языка, в поддержку его обязательного преподавания в школах для сохранения нации. В 2020 году отметил свой 80-летний юбилей. Всего он прослужил в татарском театре 55 лет, однако его работа не была оценена в полной мере вручением Государственной премии имени Г. Тукая. Тем не менее, сам Залялов свою судьбу считал счастливой, как в жизни, так и в театре, где трудился до последних дней, отмечая, что «самое большое счастье на свете — работать»: «Я знаю, что никто не даст мне Гамлета. Надо честно делать то, что суждено». Он был известен как яркий, жизнерадостный, общительный человек, о котором никто не слышал плохого слова.
Халим Бадриевич Залялов скончался 5 июля 2021 года в Казани в возрасте 81 года. Надорвав спину на одном из спектаклей, последние годы испытывал проблемы с позвоночником, ходил с тростью. Две недели перед смертью пролежал в больнице, 5 июля должен был пойти на выписку, однако умер от коронавируса. Прощание прошло 6 июля у театра Камала, похоронен был Залялов на мусульманском кладбище Самосырово. В 2023 году на могиле был установлен памятник.

## Очерк творчества
За время работы в театре Залялов находился в авангарде мастеров актёрской игры, завоевав любовь своих зрителей. Поначалу он был постоянно активен в массовых сценах, иной раз даже без слов, где пытался определить, выдумать необозначенную биографию своего героя, а при главном режиссёре М. Х. Салимжанове стал получать значительные роли. Залялов известен как характерный актёр на разноплановые роли, отличающиеся жизненностью, достоверностью, народностью. За годы работы создал ряд значительных образов, в частности, более 600 раз воплотил на сцене Шакура («Четыре жениха Диляфруз» Т. А. Миннуллина). Он творчески подходил к раскрытию характера своего героя на сцене — вначале находил внешнее воплощение, и только затем переходил к поиску внутреннего содержания как актёр своеобразный, глубоко понимающий жизнь. Определяющим для себя считал нахождение «камертона» роли, для чего необходимы глубокие знания, жизненный опыт и актёрское мастерство.

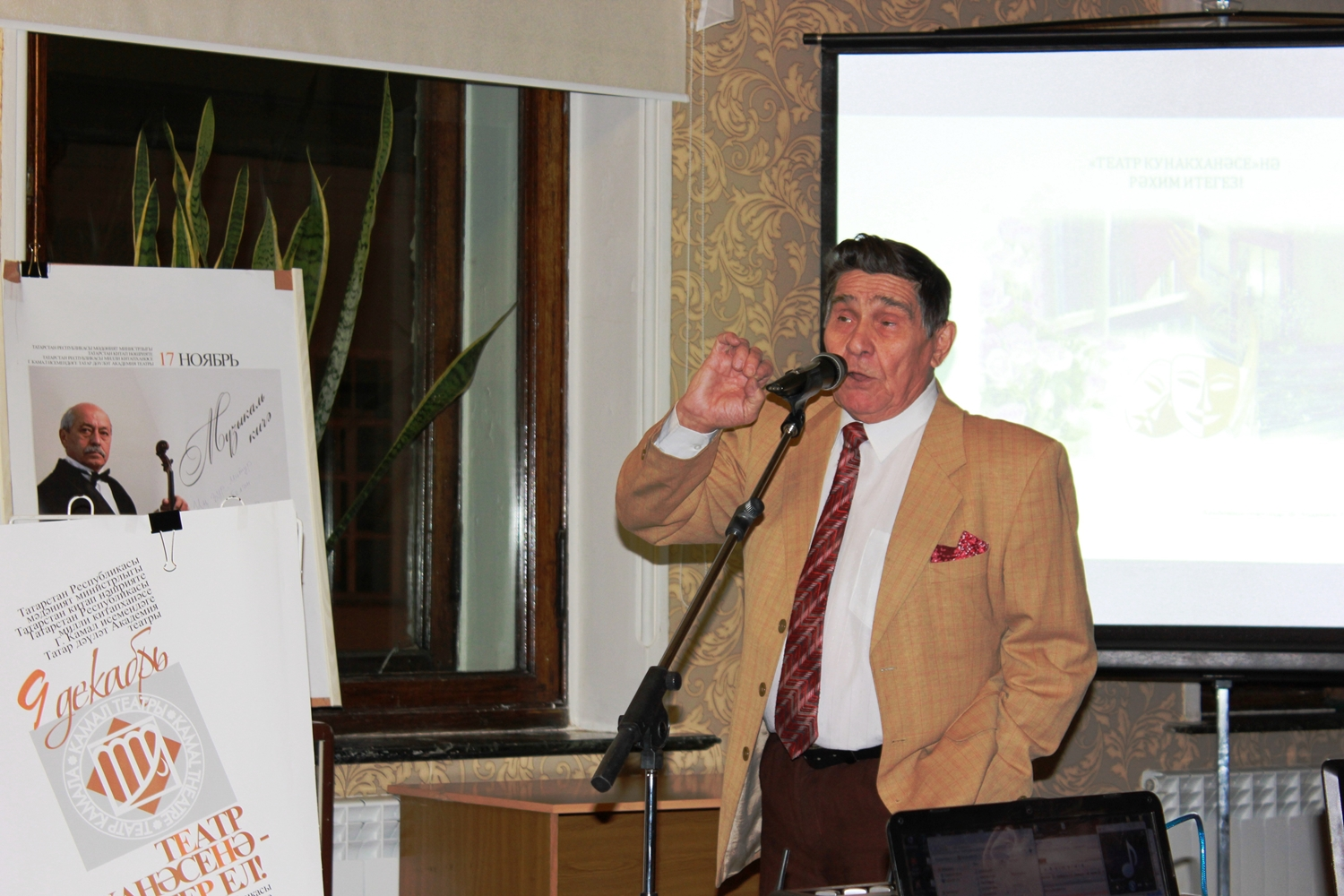
Залялов на выступлении, 2014 год

Воплощённые Заляловым типажи отличаются богатством красок — от бесшабашности, ловкости, нагловатости до хитроты, глупости и напыщенности. Его герои вообще делятся своего рода на два типа — комедийно-озорные и лирико-драматические, что свидетельствует о таланте актёра, могущего воплотить совершенно разные образы. Открытый темперамент, динамизм у Залялова сочетался с лиризмом, душевной щедростью, энергичность и оптимизм — с чистотой поэтической души и щемящей душу трагичностью, а при создании комедийных образов он не избегал и фарсовых красок. Особо критикой отмечалась женская роль Залялова, неожиданная как для него самого, так и для татарской сцены в целом — роль госпожи Пернель («Тартюф» Ж.-Б. Мольера), в чём актёр последовал основателям национального театра, игравших женщин, когда ещё не было актрис. Сам же Залялов своей мечтой считал желание сыграть Хлестакова в «Ревизоре» и Кочкарёва в «Женитьбе» Н. В. Гоголя, однако этому не суждено было сбыться.
Халима я считаю лицом нашего театра, он работал, всю душу отдавая театру. Учил молодых артистов художественному слову на родном языке, ведь они хоть и отучились на актёра, а тонкостей татарского языка не чувствуют. Всегда помогал другим, из-за этого лишился многого, что мог бы для себя получить. Был очень талантливым актером. И Тукаевскую премию он не успел получить, и почётных званий России… А кто их просит? Не по просьбе дают! Его не видели, не замечали. Не умеют видеть человека, его талант, заслуги.Ринат Тазетдинов, 2021 год
Член Союза писателей Республики Татарстан (с 1998 года), избран единогласно по отделению прозы и драматургии. Творческий псевдоним — Халим Заляй (тат. Хәлим Җәләй). Залялов был талантливым поэтом, писателем и переводчиком, знатоком татарской литературы, по отцовскому примеру собирал тетради с любимыми стихотворениями, пословицами, поговорками, анекдотами, многие знал наизусть. Переводом занялся с подачи Т. Миннуллина, в частности, перевёл такие пьесы А. В. Вампилова, как «Провинциальные анекдоты», «Старший сын», «Прощание в июне». В 1987 году в Татарском книжном издательстве вышел сборник из четырёх пьес Вампилова в переводе Залялова, а пьесы «История с метранпажем» и «Двадцать минут с ангелом» были поставлены на сцене театра Камала. В 2017 году в свет вышла книга воспоминаний Залялова о жизни и творчестве под названием «Дорога в жизнь».
Стремясь разнообразить и обогатить репертуар татарского театра, Залялов перевёл такие работы, как «Плаха» Ч. Т. Айтматова, «Ретро» А. М. Галина, «Привидения» Г. Ибсена, «Не так живи, как хочется» А. Н. Островского, «Дон Жуан, или Каменный пир» Ж.-Б. Мольера на татарский язык. В дальнейшем он воплотил идею переложить татарские народные сказки на поэтический язык — итогом этой работы стали издания «Конёк-горбунок» (1992), «Турай-батыр» (1993), «Голый волк» (1994), «Медведь и лисица» (1997), а также сборник «У сказочного озера» (1998). С такими произведениями публиковался в детской прессе, в частности, в журнале «Сабантуй». В 1990-х годах на малой сцене театра Камала было поставлено несколько приключенческих пьес-сказок Залялова, которые имели у детской аудитории большой успех. Всего как писатель выпустил шесть книг, продолжив традиции Г. Шамукова по соединению театра и литературы, однако сам Залялов считал это занятие всего лишь своим хобби.

## Репертуар
Шакур («Четыре жениха Диляфруз»), Кияметдин («Мы уходим, вы остаетесь»), Сайхун («Конокрад»), Тамада («Ильгизар + Вера» Т. Миннуллина), Гайфи («Если улыбнётся счастье»), Гимран («Две невестки»), Рифкат («Какие у неё глаза?» А. Баяна), Асгат («Зубайда — дитя человеческое» Ш. Хусаинова), Шайдулла («Развод по-татарски» Х. Вахита), Бикамат («Зифа»), Холай («Беглецы» Н. Исанбета), Салих («Казанское полотенце»), Рашит («Капризный жених» К. Тинчурина), Шавали («Судьба татарки» Г. Ибрагимова), Шарифжан («Тайны, поведанные земле»), Адаш («Три аршина земли» А. Гилязова), Хамза («Баскетболист» М. Гилязова), Гимади («Зулейха» Г. Исхаки), Каюм («Песня жизни»), Ильяс («Агидель» М. Амира), Казыхан («Идегей» Ю. Сафиуллина), Ислам («Артист-шоу» Г. Кариева), Камал («Тополёк мой в красной косынке» Ч. Айтматова), Тяпа («Как звёзды в небе» М. Горького), Севка («Чти отца своего» В. В. Лаврентьева), Курносов («Энергичные люди» В. М. Шукшина), Помпей («Мера за меру» У. Шекспира), Бригелла («Король-олень» К. Гоцци), Кларин («Жизнь есть сон» П. Кальдерона), госпожа Пернель («Тартюф» Ж.-Б. Мольера).

## Награды
- Орден «За заслуги перед Республикой Татарстан» (2015 год) — за многолетнюю творческую деятельность и значительный вклад в развитие татарского театрального искусства[45]. Вручён президентом Республики Татарстан Р. Н. Миннихановым на церемонии в Казанском Кремле[46].
- Почётное звание «Народный артист Республики Татарстан» (1992 год)[47][5].
- Почётное звание «Заслуженный артист Татарской АССР» (1976 год)[3][5].
- Благодарность Президента Республики Татарстан (2020 год)[48].
- Звание «Почётный гражданин Рыбно-Слободского муниципального района» (2015 год)[49].
- Премия имени А. Алиша (2016 год)[50][51].
- Премия «Тантана[тат.]» в номинации «Честь и достоинство» (2010, 2021 гг.)[52][53].

## Личная жизнь
Жена — Флюра, выпускница филологического факультета Казанского университета и сотрудница студии звукозаписи при библиотеке для слепых, познакомились в 1966 году в театре и вскоре поженились, прожили в браке более 50 лет. Вырастили двух дочерей — Дильбар и Миляушу (обе закончили финансовый институт), имели внуков. В молодости сильно пил, но затем поборол это пристрастие. Имел дом с садом в Васильево, увлекался огородничеством. С возрастом приобщился к исламу и окончил медресе при мечети «Булгар», был практикующим мусульманином и совершал пятикратный намаз.